# Limonium chrysopotamicum
Limonium chrysopotamicum är en triftväxtart som beskrevs av René Charles Maire. Limonium chrysopotamicum ingår i släktet rispar, och familjen triftväxter. Inga underarter finns listade i Catalogue of Life.